# Les Essarts (Eure)
Les Essarts é uma comuna francesa na região administrativa da Normandia, no departamento de Eure. Estende-se por uma área de 15,29 km². Em 2010 a comuna tinha 386 habitantes (densidade: 25,2 hab./km²).